# 36e régiment d'artillerie
Pour les articles homonymes, voir 36e régiment.
Le 36e régiment d'artillerie (36e RA) est une unité d'artillerie de l'armée française, créée en 1873.

## Création et différentes dénominations
- 28 septembre 1873 : Formation du 36e régiment d'artillerie
- 1883 : devient 36e régiment d'artillerie de campagne
- 1919 : formation du régiment de marche 36e-236e
- 1924 : dissous
- 1939 : nouvelle formation
- 1940 : dissous

## Colonels et chefs de corps
- 28 septembre 1873 : Henri Victor Poizat[1]
- 1880 : colonel Dumas de Champvallier
- 1881 : colonel Demay
- 1885 : colonel Faivre
- 1889 : colonel Huteau
- 1894 : colonel Schaller
- 1898 : colonel Valuy
- 3 août 1914 : colonel Thionville
- 25 août 1914 : lieutenant-colonel Poillouë de Saint-Mars
- janvier 1917 au 30 septembre 1919 : lieutenant-colonel Carpentier

## Historique des garnisons, combats et batailles

### De 1873 à 1914
Le 36e régiment d'artillerie est formé à Clermont-Ferrand le 28 septembre 1873 lors de la réorganisation des corps d'artillerie français, avec :
- 1 batterie provenant du 1er régiment d'artillerie
- 2 batteries provenant du 2e régiment d'artillerie
- 4 batteries provenant du 29e régiment d'artillerie
- 2 batteries provenant du 16e régiment d'artillerie

Le régiment fait partie de la 13e brigade d'artillerie.
En 1881-1882, une partie du régiment participe à la campagne de Tunisie et une autre partie à l'expédition dans le Sud-Oranais (du 30 octobre 1881 au 1er février 1882).

### Première Guerre mondiale

#### Affectation
Caserné à Clermont-Ferrand, le 36e régiment d'artillerie de campagne fait partie de la 13e brigade d'artillerie et est attaché à la 25e division d'infanterie.

#### 1914

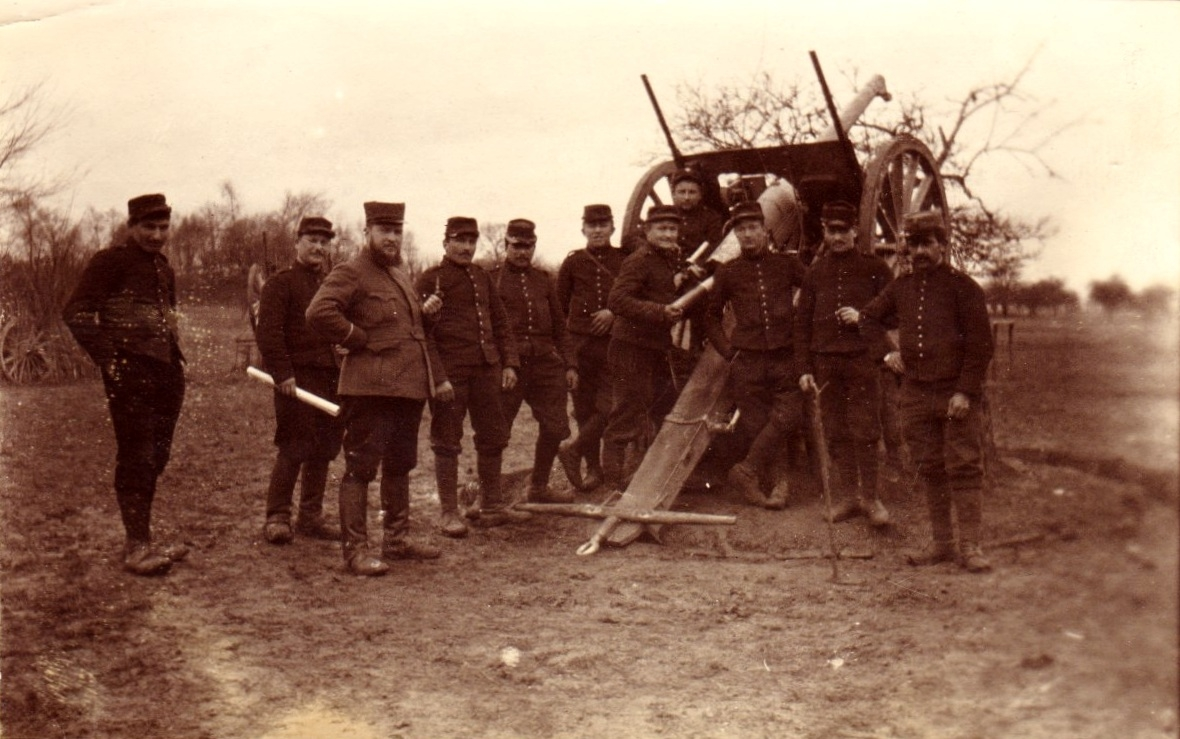
Canon de 75 du en position antiaérienne fin 1914.

- Bataille des Frontières
- Grande Retraite
  - Campagne de Lorraine
- Course à la mer

#### 1916
- Bataille de Verdun : Mort-Homme, Avocourt
- Bataille de la Somme :

#### 1917
- Bataille de Verdun : Avocourt, cote 304

### Entre-deux-guerres
Le 1er janvier 1924, le 36e RAC est dissous et ses éléments rejoignent le 16e RAD à Clermont-Ferrand et le 113e RALH à Issoire.

## Traditions du36erégimentd’artillerie

### Étendard
Il porte, cousues en lettres d'or dans ses plis, les inscriptions suivantes :
- La Somme 1916
- Verdun 1916-1917
- Tardenois 1918

### Décorations
L'étendard du régiment est décoré de la croix de guerre 1914-1918.

## Personnalités ayant servi au36eRA
- Émile Fayolle, capitaine en 1886
- Louis Blériot, lieutenant de réserve au 36e RAC vers 1897
- François Dordilly, en 1916[6]

## Sources et bibliographie
- Louis Susane : Histoire de l'artillerie Française
- Historiques des corps de troupe de l'armée française (1569-1900)
- Historique du 36e régiment d'artillerie de campagne durant la guerre de 1914-1918